# Friedrichshafen-Kluftern
Friedrichshafen-Kluftern – przystanek kolejowy w Friedrichshafen (dzielnica Kluftern (Friedrichshafen)), w kraju związkowym Badenia-Wirtembergia, w Niemczech, przy Bahnhofstraße.
| Friedrichshafen-Kluftern  |  |                                           |
| Linia Bodenseegürtelbahn  |  |                                           |
| Markdorfodległość: 3,7 km |  | Friedrichshafen-Fischbach odległość: 2 km |